# Parafia św. Mikołaja w Tylmanowej
Parafia św. Mikołaja w Tylmanowej – parafia rzymskokatolicka, znajdująca się w diecezji tarnowskiej, w dekanacie Krościenko nad Dunajcem.